# Sipan Hemo
Sipan Hemo (en kurde : سیپان حه‌مۆ) est le commandant en chef des Unités de protection du peuple en Syrie.